# ジョーン・サザーランド
ジョーン・サザーランド（Joan Sutherland, 1926年11月7日 - 2010年10月10日 ）は、オーストラリア・シドニー郊外出身のソプラノ歌手。なお、姓の発音は最初のサにアクセントを置いた「サザランド」が適切であるが、ここでは日本で慣用となった表記に従う。本名は、ジョーン・アルストン・サザランド（Joan Alston Sutherland）。

## ベルカント・ソプラノになる前
ソプラノ歌手の母と服の仕立て職人の父のもとに生まれる。母親の影響でメゾソプラノとして歌のレッスンを始める。秘書学校を出て事務職に就く傍ら、シドニー音楽院に学び、教師からドラマティック・ソプラノの才能を見いだされる。1947年にコンサート形式による『ディドとエネアス』で歌手デビューする。1950年に奨学金を得てロンドンの王立音楽大学でクリーブ・カレイに師事し、1952年に『魔笛』の第一の侍女役でロイヤル・オペラ・ハウスでのデビューを飾る。
しばらくは『魔笛』や『魔弾の射手』のアガーテ役など、ドイツ系のドラマティックな役柄をこなしていたが、同じ王立音楽大学出身の指揮者リチャード・ボニングが彼女の歌手としての運命を変えることとなる。

## ベルカント・ソプラノへの転向
リチャード・ボニングは当時の指揮者の主流とは独自に、ベルカント・オペラの研究やその再現に意欲を燃やしていた指揮者であった。ボニングはサザーランドの歌を聴いたときに、彼女が単なるドラマティック・ソプラノではなく、ベルカント・ソプラノとしての素質を持っていることを見抜き、ベルカント歌手へ転向するように彼女を説得し、彼女もそれに応じた。2人は1954年に結婚した。その後、サザーランドは夫ボニングの助けを受けて、ベルカント歌手としての道を歩み始める。
最初に彼女が世間の注目を受けたのは1959年である。彼女はコヴェント・ガーデンでドニゼッティのオペラ『ランメルモールのルチア』のタイトル・ロールを歌い（指揮はトゥリオ・セラフィン）、驚異的な大成功を収めた。その理由は、マリア・カラスとは異なり、高音域から低音域まで力強く、かつむらのない美しい声で困難な装飾歌唱を軽々と歌いきったことにある（それゆえに彼女は同郷の先人になぞらえて「ネリー・メルバの再来」と謳われることとなる）。そしてこの大成功を機に、1961年にはメトロポリタン歌劇場、ミラノ・スカラ座でもルチアを歌い、これを皮切りにベルカント・オペラ復活に自信を持つことになる。

## ラ・ステュペンダ（La Stupenda）
『ルチア』での成功を機に、サザーランドは夫ボニングとともにオペラハウスのレパートリーから外されていたベルカント・オペラの復活上演に力を注ぐこととなる。
1962年にはロッシーニの『セミラーミデ』のタイトル・ロールを歌い、この曲を蘇演することに成功し（アルサーチェ役はジュリエッタ・シミオナート、指揮はガブリエレ・サンティーニ）、1969年にはマリリン・ホーンとの共演により、同作品をレパートリーに定着させることにも成功する。
絶頂期における彼女は3点ホ（E）音に至る音域を有し、かつ高音域から低音域までむらなくフォルムを崩すことのない強靭な声を駆使し、マリリン・ホーンや夫ボニングとトリオを組んで、ベッリーニの『清教徒』や『夢遊病の女』などのレパートリーの復活上演を立て続けに成功させていった。このことから、イタリアではラ・ステュペンダ（La Stupenda「とてつもない声を持つ女」）と賞賛されることとなる。そして、彼女によって「キング・オブ・ハイC」ことルチアーノ・パヴァロッティが見出されることになる。

## 引退と死

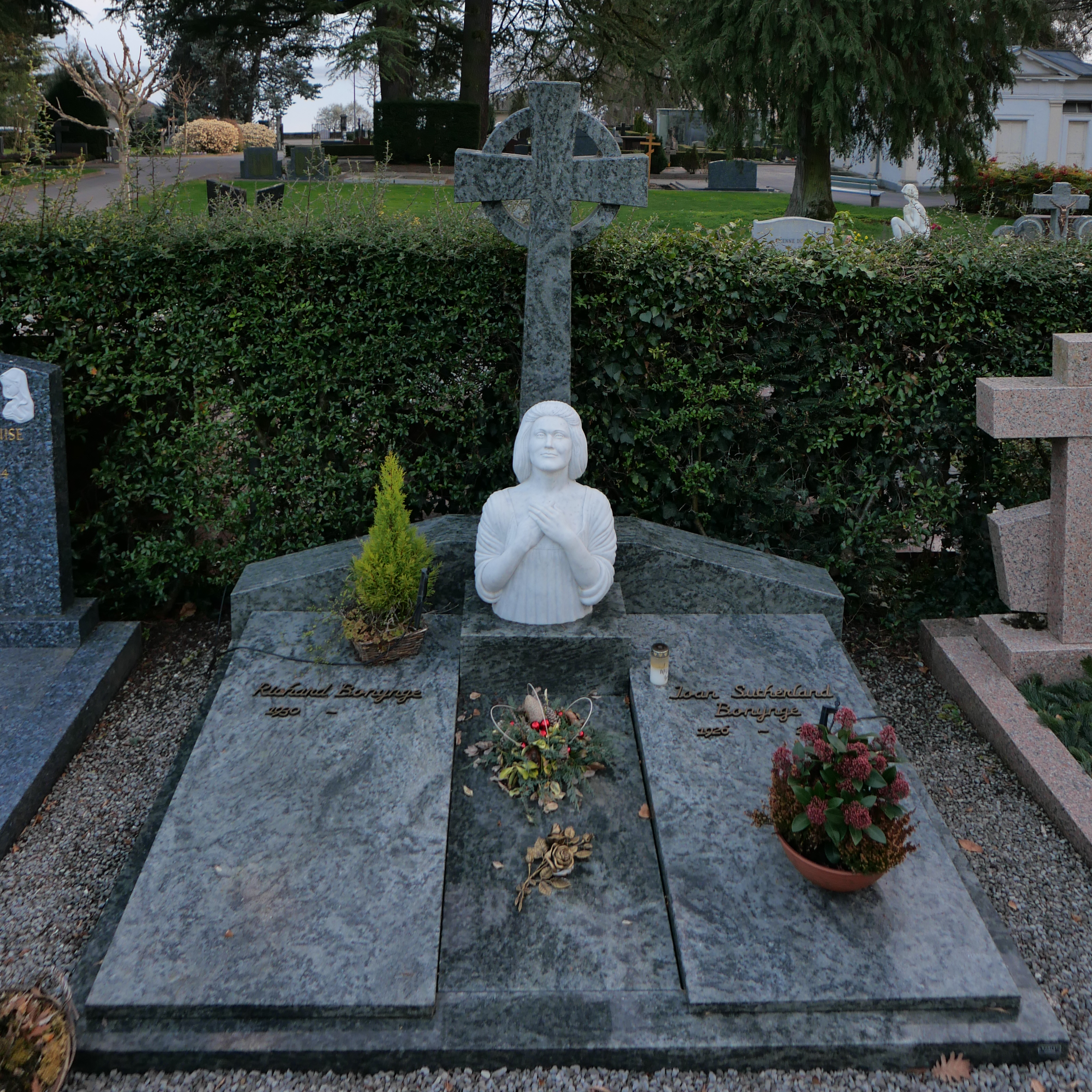
レマン湖を背景にスイスのヴォー州クラレンスの墓地にあるサザーランドの墓（右）と彼女の胸像。 左側は未亡人の将来の終焉の地です。

しかし、彼女の装飾歌唱のテクニックや声量も、1970年代後半から次第にかげりを見せるようになる。その代わりに、演技力を磨くことでその衰えを補っていたが（それでも1980年代までは3点変ニ（D♭）までは難無く維持していた）、1992年に正式にオペラからの引退を発表する。引退記念オペラは1990年のシドニー・オペラハウスでの『ユグノー教徒』への出演であるが、同年のロイヤル・オペラ・ハウスで行なわれたニューイヤーズ・オペラにルチアーノ・パヴァロッティやマリリン・ホーンとともに『こうもり』にゲスト出演し（夫のリチャード・ボニングがオーケストラ指揮）、大喝采を受けた。終演後には、功績を称えるスピーチと記念品の小太鼓を贈られ、引退の挨拶をした。
引退後はスイス・モントルーの自宅で暮らす。2008年にガーデニングの際に転倒して両足を骨折してからは体調を崩し、療養生活を余儀なくされるが、病床でも熱心に後進の指導に当たった2009年には骨折から回復し、エリザベス女王が勲位をもつ者をバッキンガム宮殿に招いたイベントに参加した。2010年10月10日、自宅で心肺不全のため死去した。83歳没。

## 日本での評価
ベルカント・オペラ復活に関する彼女の多大なる功績にもかかわらず、サザーランドの評価は日本においては高いものとは言えなかった。1975年にメトロポリタン歌劇場来日公演で『椿姫』のヴィオレッタ役を歌ったのがサザーランドの日本における初公演だったが、それ以前の日本人のオペラ評論家は、レコードや海外公演などで1960年代の彼女の演奏を聴いて「白痴美的」というレッテルを貼っていた。しかし初来日公演を聴いた日本人オペラ評論家は、声の衰えをあげつらうという、およそ健全とは言い難い批評をしていた。
実際、サザーランドの絶頂期だった1960年代から1970年代前半までは、発声の美しさや歌唱のフォルムを重視するあまり、歌唱のアーティキュレーションを犠牲にした面があったのは事実であり、日本以外でもしばしば批判の的にされていた。それが「イタリア語（フランス語）の歌詞として聴こえない」という批判となっていた。この欠点が修正されたのは歌手としての衰退期にあたっていたが、そのような背景を無視した批判がなされていた。もしもサザーランドに対する評価が高かったならば、日本におけるベルカント・オペラの展開もそれだけ早まったであろうとも考えられる。

## 人物
- イギリスの植民地主義を称える発言をするなど、英国王室の熱烈な支持者で、王室から称号も得ている。1994年には、「私は40年もパスポートを持っているというのに、中国人だかインド人だかの係官にパスポート更新の面接を受けたのには笑ったわ」といった人種差別的な発言をし、物議を醸した。のちに「公式の場ですべき発言ではなかった」と場をわきまえなかったことについては謝罪した。[1][5]
- 身長は5フィート9インチ（180cm弱）[1]。
- 趣味はガーデニング[1]。
- ボニングとの間に息子がひとりいる[1]。

## 晩年の活動
第10回アルカモ国際オペラコンクール（2007年9月24日 - 30日）の審査員長に決まった。